# 대용량 컬러 바코드

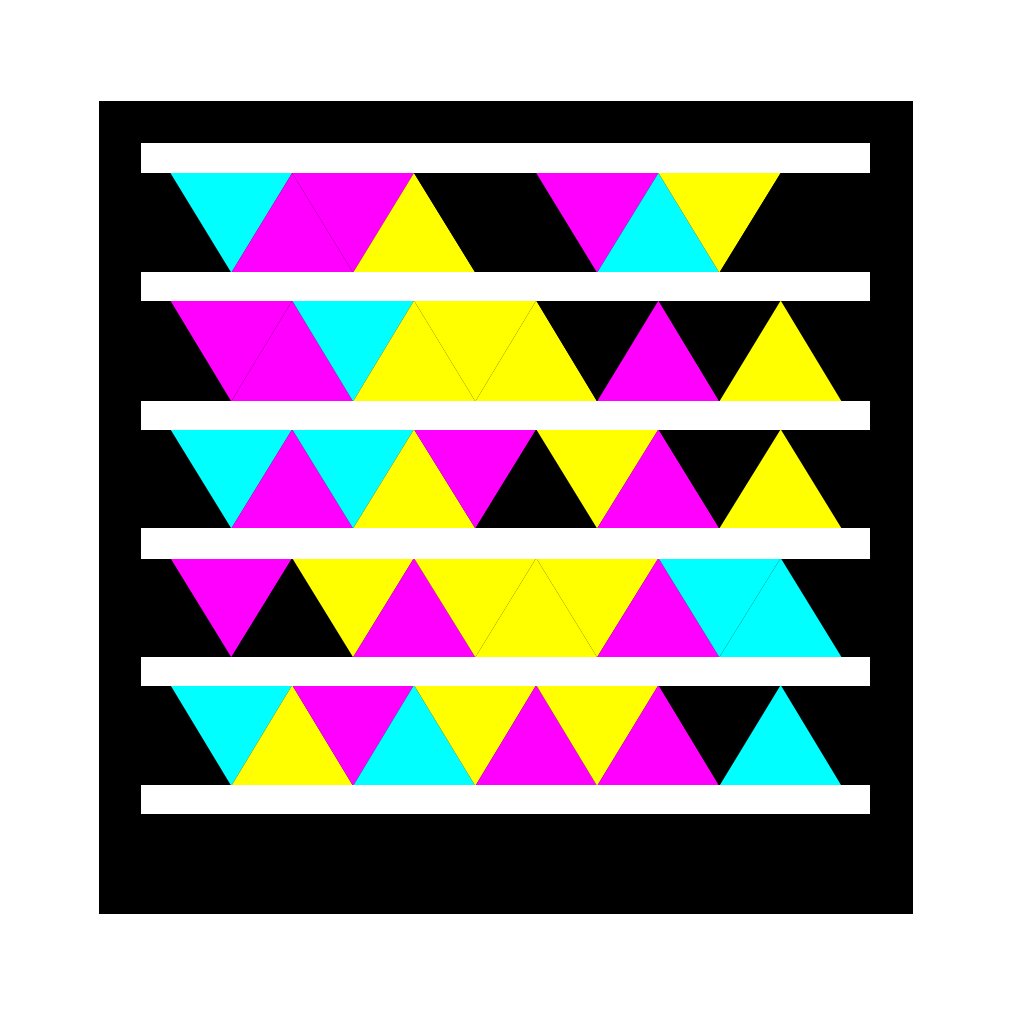
대용량 컬러 바코드

대용량 컬러 바코드(영어: High Capacity Color Barcode, HCCB)은 마이크로소프트에서 개발한, 매트릭스 코드의 일종이다. 흔히 마이크로소프트 태그(영어: Microsoft Tag)라고 불린다. 다른 매트릭스 코드는 기존의 바코드처럼 흑백의 규칙적 배열을 이용하는 반면에, HCCB는 색깔 있는 삼각형을 다섯 줄에 각각 10개씩 늘어 놓아서 정보를 표현한다. 흑백의 두 색이나 0색, 0색을 사용할 수 있다. 대한민국에서는 한 TV 광고에 스마트 태그로 등장해 이 이름으로 잘 알려져 있다.

## 마이크로소프트 태그

호환성을 표시한 마이크로소프트 태그 로고

마이크로소프트 태그는 현재는 중단되었으나 여전히 이용 가능한 HCCB 구현체로서 4색, 5 x 10 그리드를 사용한다. 게다가 이 코드는 모노크롬으로 동작한다.

## 같이 보기
- 바코드
- QR 코드